# Perilitus flavobasalis
Perilitus flavobasalis är en stekelart som beskrevs av Hedwig 1957. Perilitus flavobasalis ingår i släktet Perilitus och familjen bracksteklar. Inga underarter finns listade i Catalogue of Life.